# Christian Geller
Christian Geller (* 10. März 1975 in Kruft) ist ein deutscher Musikproduzent und Komponist. Er ist auch unter seinem Pseudonym Nick Raider bekannt, unter dem er Remixe für Boney M. und Eloy de Jong veröffentlichte.

## Werdegang
Christian Geller ist seit seiner Jugend musikbegeistert. Mit sieben Jahren begann er Klavier zu spielen. Mit 17 Jahren produzierte Thomas Althen sein erstes Album unter dem Pseudonym Giorgio Barno. Mit 22 Jahren finanzierte sich Geller mit der Hilfe seiner Eltern sein erstes professionelles Tonstudio. Geller komponierte und produzierte Lieder für einige Dance-Sampler und hatte Erfolg mit deutschen Versionen internationaler Hits. 2006 erschien mit Guten Morgen, einem Cover der Wildecker Herzbuben, eine eigene Musik-Single.
In seiner Jugend war Geller Fan der Band Modern Talking. Im Alter von 14/15 Jahren schickte Geller dem Bandmitglied Thomas Anders immer wieder Demotapes, die sich Anders jedoch erst Jahre später anhörte, nachdem Gellers musikalische Karriere Fahrt aufgenommen hatte. Dadurch kam es in den 90ern zu einer ersten Zusammenarbeit. Unter Andersʼ Leitung entstand das Duo Two4Good, welches aus Christian Geller und Mattias Brückner bestand. 1998 erschien mit Nur Sieger steh'n im Licht, eine deutsche Version von ABBAs The Winner Takes It All, die erste Single.
1999 gründeten Anders, Brückner und Geller das Musiklabel KA.G.B. Music GmbH. Unter diesem produzierten und kombinierten sie Lieder für zahlreiche andere Künstler u. a. auch 2000 den Nummer-eins-Hit und mit einer Platin-Schallplatte ausgezeichnete Single Großer Bruder von Zlatko & Jürgen, My Heart It Feels Like (Dub Dub…) für das Pop-Girl-Duo It-Girls und Cry for You für das Debütalbum Elle’ments der ersten Popstars-Castingband No Angels. Für die Ex-Mr. President-Sängerin T-Seven schrieben und komponierten Geller und Anders ihre ersten Solo-Veröffentlichungen Hey Mr. President und Passion.
Für die von Hape Kerkeling dargestellte Schlager-Diva „Uschi Blum“ veröffentlichte Geller 2005 zwei Remixe ihrer Single Sklavin der Liebe.
2007 war Geller für den Fernsehsender Super RTL auf der Suche nach einer neuen Popgruppe. Für die daraus entstandene Popgruppe beFour produzierte Geller alle ihre drei Studioalben. Das Debütalbum von beFour erreichte Platz eins der Albumcharts. Mit dem österreichischen Sänger und Schauspieler Christian Petru erschien das von Geller produzierte Album Ich will Spaß , welches Coverversionen von NDW-Songs enthält.
Zusammen mit David Hasselhoff arbeitete Geller an seinem 2011 erschienenen Album A Real Good Feeling.
2013 hatte Geller die Idee, den Schlagersänger Heino als Rocker auftreten zu lassen, und veröffentlichte mit ihm zusammen das Studioalbum Mit freundlichen Grüßen, welches Coverversionen bekannter deutschsprachiger Pop-, Hip-Hop- und Rocklieder beinhaltet. In den ersten Tagen nach Erscheinen wurde das Album so oft aus dem Internet heruntergeladen wie kein Werk eines deutschen Interpreten zuvor und stieg auf Platz 1 in die deutschen Album-Charts ein.
Für die Boygroup Caught in the Act produzierte Geller 2016 die Comeback-Single Back for Love. Anschließend komponierte und produzierte Geller für deren Bandmitglied Eloy de Jong seine beiden Solo-Alben. De Jongs Debütalbum Kopf aus – Herz an konnte sich 53 Wochen in den deutschen Albumcharts halten und erhielt eine Platin-Auszeichnung.
Zusammen mit dem Schlager-Musiklabel Telamo gründete Geller das Label 221 Music, wo unter Gellers Anleitung Albumproduktionen für u. a. Oli.P, Anna Maria Kaufmann oder Linda Fäh erschienen.
Mit dem Ex-Bro’Sis-Sänger Giovanni Zarrella arbeitete Geller 2019 an seinem Schlager-Album La vita è bella, welches italienische Cover-Versionen bekannter Schlager beinhaltet. Das Debütalbum erhielt Ende 2020 eine Platin-Auszeichnung. Zarrellas zweites Album Ciao! erreichte 2021 die Nummer 1 der deutschen Albumcharts.
Das von Geller komponierte und produzierte Studioalbum Das Album von Thomas Anders und Florian Silbereisen ist das erste Album in Gellers Karriere, welches sich in Deutschland, Österreich und der Schweiz auf Platz eins der Albumcharts platzieren konnte.
Anfang 2021 erschien die Comeback-Single von LaFee, (Ich bin ein) Material Girl, eine Coverversion von Madonna. Außerdem produzierte Geller das Comeback-Album Zurück in die Zukunft, das erste Album von LaFee seit 2011. Das Album platzierte sich auf Platz 7 der deutschen Albumcharts.
Zum 20-jährigen Bandjubiläum der No Angels nahmen die Gründungsmitglieder Nadja Benaissa, Lucy Diakovska, Sandy Mölling und Jessica Wahls zusammen mit Geller die Debütsingle Daylight in Your Eyes in einer sogenannten Celebration Version neu auf, die sich im Februar 2021 auf Platz 74 der deutschen Singlecharts platzieren konnte. Am 4. Juni 2021 erschien das von Geller produzierte Jubiläumsalbum 20, das aus neuen Versionen bekannter Songs der No Angels aus den Jahren 2001 bis 2003 sowie vier neuen Songs besteht. Das Album erreichte Platz eins in den deutschen, Platz zwei in den österreichischen und Platz sechs in den Schweizer Albumcharts.
Mit Daniela Katzenberger und Lucas Cordalis veröffentlichte Geller im Juni 2022 das Lied Wir haben uns sowas von verdient, welches auch als Titelsong zur RTLZwei-Doku-Soap Daniela Katzenberger – Familienglück auf Mallorca diente. Das mit Lucas produzierte Album Lucas Cordalis erreichte im Juli 2022 Platz sieben der deutschen Albumcharts. Mit Daniela Katzenberger veröffentlichte Geller 2023 ihren Solo-Song So bin ich und so bleib ich, den die Katzenberger auch beim Schlagerboom Open Air präsentierte.
Mit der US-amerikanischen Pop-Sängerin Anastacia nahm Geller das Album Our Songs auf, welches im September 2023 auf Platz 2 der deutschen Album-Charts einstieg und auf dem sie Hits deutscher Musiker auf Englisch singt. Das Album enthält mit Just You ein Duett von Anastacia und Peter Maffay, wo Anastacia anschließend auf der Maffay-Abschiedstournee im Vorprogramm auftritt. Das Best-Of-Album Viel mehr als das Beste von Eloy de Jong, welches auch ein gleichnamiges Duett von de Jong mit Ross Antony beinhaltet, erreichte im Oktober 2023 Platz 7 der deutschen Album-Charts.

## Auszeichnungen
- smago! Award
  - 2019: „Produzent des Jahres“[9]
  - 2021: „Produzenten-Award“[10]

## Diskografie (Auswahl)

### Eigene Veröffentlichungen
- 2006: Guten Morgen (Single, Original: Wildecker Herzbuben)

### Mit Two4Good
- 1998: Nur Sieger steh'n im Licht (Single, The Winner Takes It All, Original: ABBA)
- 1999: Verliebt in Dich
- 2000: Heisskalter Engel (Single, Original: Thomas Anders)
- 2001: Wir zieh'n heutʼ Abend aufs Dach (Two4Good feat. Jürgen Drews)